# Western Approaches

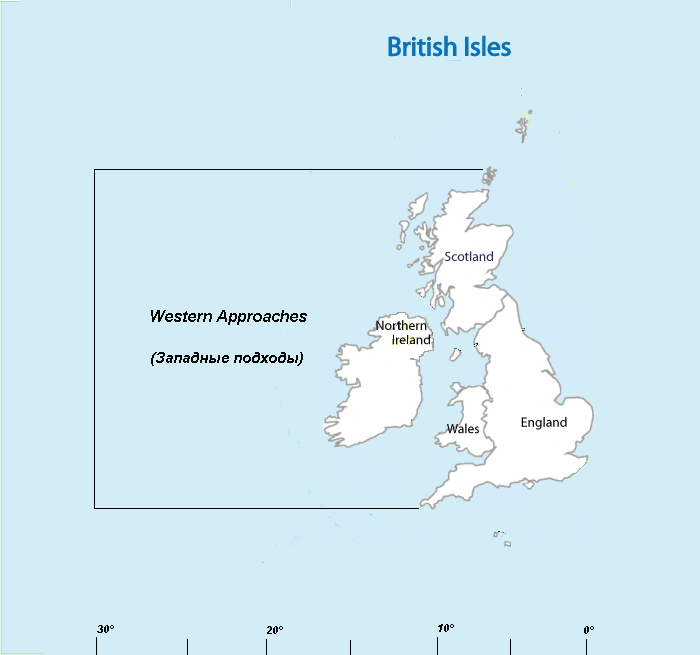
Western Approaches.

Western Approaches – termin używany w Wielkiej Brytanii dla określenia obszaru Oceanu Atlantyckiego, położonego na zachód od Wysp Brytyjskich. Jego granice na południu i północy wyznaczają naturalne krańce Wysp Brytyjskich, jego wschodnią granicę – zachodnie wybrzeża Wysp, zaś zachodnią – wody Atlantyku, mniej więcej na wysokości Islandii. Obszar ten ma ogromne znaczenie dla Zjednoczonego Królestwa, ze względu na to, że znajdują się tam podejścia do licznych dużych portów morskich.
Termin ten jest obecnie używany w odniesieniu do działań wojennych na morzu, przede wszystkim w czasie I wojny światowej oraz bitwy o Atlantyk w trakcie trwania drugiej wojny światowej, kiedy to Kriegsmarine przystąpiła do blokady morskiej Wielkiej Brytanii przy użyciu U-Bootów.